# Пэрриш, Сьюзан
Сьюзан Пэрриш (англ. Susan Scott Parrish; род. 1964) — американская исследовательница, историк и филолог.
Доктор философии (1998), именной профессор Мичиганского университета.
Окончила Принстон (бакалавр magna cum laude, 1986), Phi Beta Kappa. В Калифорнийском университете в Беркли получила степень магистра (1990), а в Стэнфорде — доктора философии на кафедре англ. языка. С того же 1998 года ассистент-, с 2005 ассоциированный, с 2016 профессор, с 2020 именной (Arthur F. Thurnau Professor) Мичиганского университета. В сферу её интересов входят колониальная и ранняя национальная британско-американская литература и культура с 1585 по 1830 г., ранний современный атлантический мир. Замужем с 1990 года.
Автор монографии The Flood Year 1927: A Cultural History (Princeton UP, 2017) {Рец.}. Первая книга — American Curiosity: Cultures of Natural History in the Colonial British Atlantic World (UNCP, 2006) {Рец., }.